# تشارلز فرانسوا بيرسون

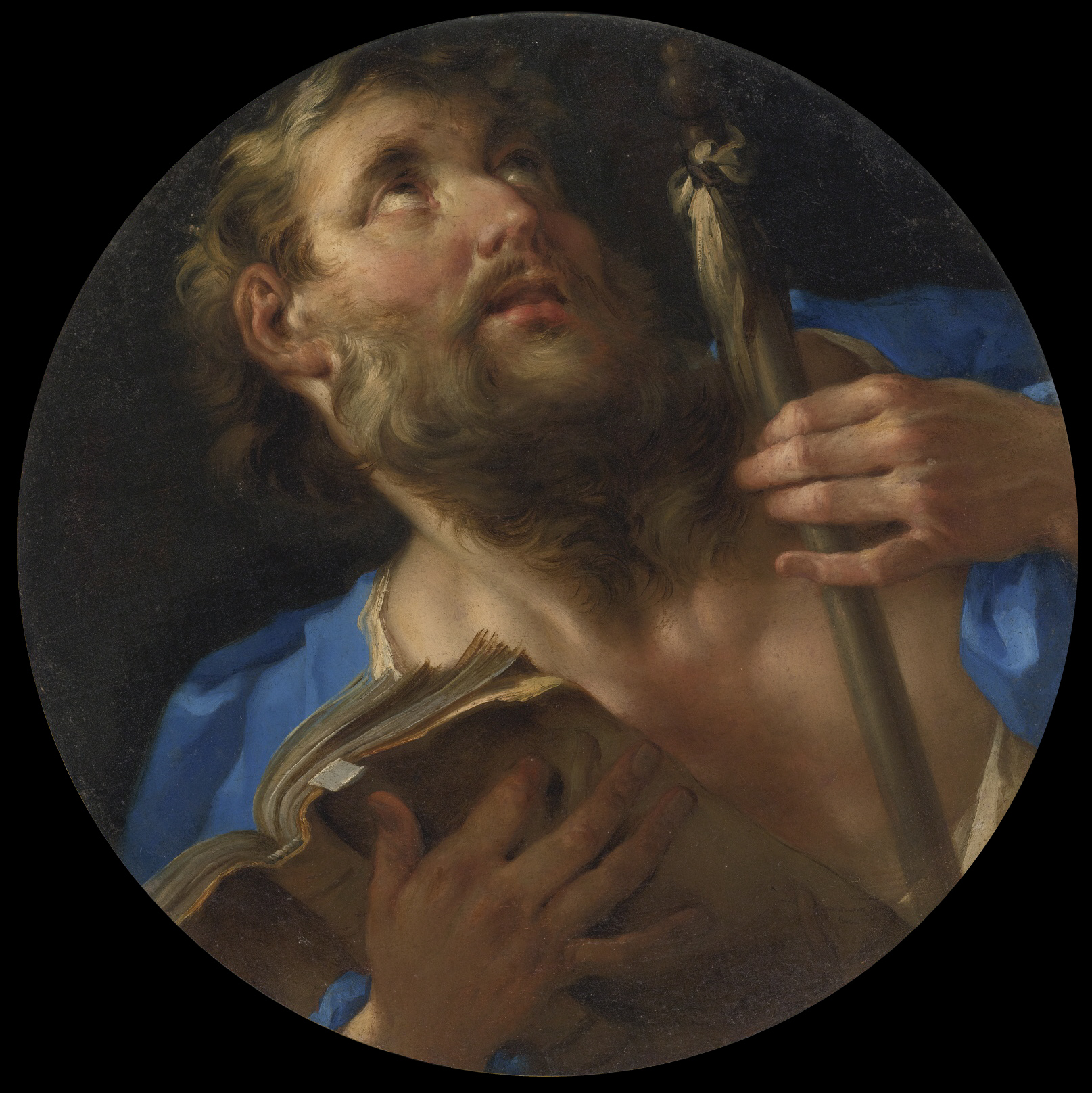
إحدى لوحات تشارلز.

تشارلز فرانسوا بيرسون (بالفرنسية: Charles-François Poerson)‏ (1653 - 2 سبتمبر 1725) كان رسام فرنسي وكان مدير الأكاديمية الفرنسية في روما في الفترة من عام 1704 حتى وفاته في عام 1725.

## عن حياته
درس بيرسون تحت رعايه والده فرانسوا بيرسون. دفن تشارلز في سان لويجي دي فرانثيس، روما.